# اچ‌ام‌اس ایندفیتیگبل (آر۱۰)
اچ‌ام‌اس ایندفیتیگبل (آر۱۰) (به انگلیسی: HMS Indefatigable (R10)) یک کشتی بود که طول آن ۷۶۶٫۵ فوت (۲۳۳٫۶ متر) بود. این کشتی در سال ۱۹۴۲ ساخته شد.